# Tidiane Coulibaly
Tidiane Coulibaly (* 28. Dezember 1985) ist ein ehemaliger malischer Leichtathlet, der sich auf den Sprint spezialisiert hat und aktuell Inhaber des Landesrekordes im 100-Meter-Lauf ist.

## Sportliche Laufbahn
Erste internationale Erfahrungen sammelte Tidiane Coulibaly vermutlich im Jahr 2002, als er bei den Juniorenweltmeisterschaften in Kingston mit 11,22 s in der ersten Runde im 100-Meter-Lauf ausschied. 2005 belegte er bei den Islamic Solidarity Games in Mekka in 10,92 s den achten Platz und im Jahr darauf schied er bei den Afrikameisterschaften in Bambous mit 10,96 s im Halbfinale über 100 Meter aus und kam im 200-Meter-Lauf mit 22,02 s nicht über den Vorlauf hinaus. 2007 schied er bei den Afrikaspielen in Algier mit 10,75 s im Vorlauf aus und auch bei den Afrikameisterschaften im Jahr darauf in Addis Abeba schied er mit 11,04 s in der Vorrunde aus. 2013 beendete er dann seine aktive sportliche Karriere im Alter von 28 Jahren.

## Persönliche Bestleistungen
- 100 Meter: 10,75 s (−1,1 m/s), 18. Juli 2007 in Algier
- 200 Meter: 21,58 s (+0,3 m/s), 20. April 2007 in Bamako